# WR 104

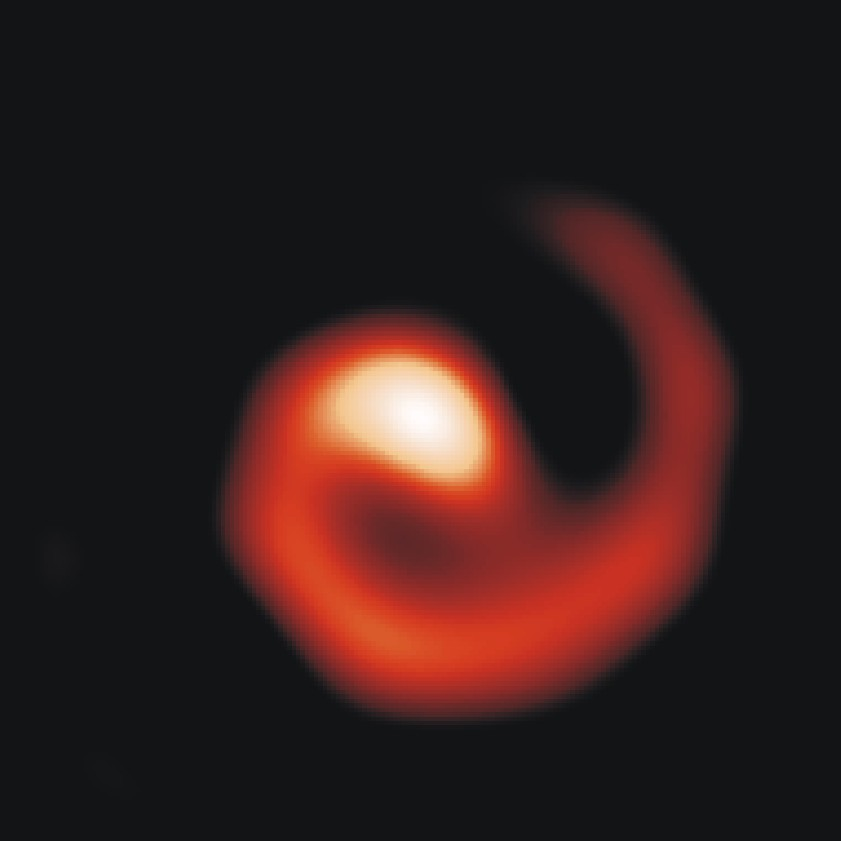
WR 104

WR 104 là một hệ ba sao nằm cách Trái Đất khoảng 2.580 parsec (8.400 năm ánh sáng). Ngôi sao chính là sao Wolf–Rayet, viết tắt là WR, với một ngôi sao dãy chính B0.5 trên quỹ đạo gần và một ngôi sao đồng hành khác xa mờ hơn.
Ngôi sao WR được bao quanh bởi một tinh vân Wolf-Rayet xoắn ốc đặc biệt, thường được gọi là tinh vân hình chong chóng. Trục quay của hệ nhị phân, và có thể là của hai ngôi sao gần nhất, hướng xấp xỉ về phía Trái Đất. Trong vòng vài trăm nghìn năm tới, ngôi sao Wolf-Rayet được dự đoán có thể trở thành một siêu tân tinh có lõi-sụp đổ với cơ hội nhỏ tạo ra một vụ nổ tia gamma trong thời gian dài..
Khả năng một vụ nổ siêu tân tinh từ WR 104 gây ra hậu quả hủy diệt đối với sự sống trên Trái Đất đã khuấy động sự quan tâm của các phương tiện truyền thông đại chúng, và một số bài báo khoa học phổ biến đã được đăng trên báo chí từ năm 2008. Một số bài báo quyết định bác bỏ kịch bản thảm khốc, trong khi những bài báo khác bỏ nó như một câu hỏi mở. Các nhà khoa học hiện tin rằng tỷ lệ WR 104 gây ra rủi ro là nhỏ.  